# Cheumatopsyche geora
Cheumatopsyche geora är en nattsländeart som beskrevs av Donald G. Denning 1948. Cheumatopsyche geora ingår i släktet Cheumatopsyche och familjen ryssjenattsländor. Inga underarter finns listade i Catalogue of Life.